# Rosenborg Ballklub
El Rosenborg Ballklub, también conocido por las siglas RBK, es un club de fútbol de la ciudad de Trondheim, en Noruega. El club fue fundado en 1917 y disputa sus partidos como local en el Lerkendal Stadion. El Rosenborg es el equipo más exitoso del fútbol noruego, después de haber ganado 26 títulos de liga, doce títulos de la Copa de Noruega y jugado más partidos de competiciones UEFA que ningún otro equipo del país. Actualmente juega en la Eliteserien.
El club fue fundado en 1917 como Odd, pero no se le permitió jugar partidos de liga amateur hasta 1928, cuando adoptó el nombre actual. El club se mudó a Lerkendal en 1957 y su primer título fue la Copa de 1960, dando lugar a la primera participación en un torneo de la UEFA. Fue por primera vez durante la década de 1960 que el Rosenborg se consolidó como el equipo de fútbol principal de Trondheim. Desde 1967, el Rosenborg se clasificó para la Tippeligaen, donde, a excepción de 1978, se han mantenido desde entonces. La época de oro del equipo comenzó con el título de liga de 1985, y desde 1992 hasta 2004, el equipo ganó 13 títulos consecutivos, diez con el entrenador Nils Arne Eggen, y doce participaciones consecutivas en la fase de grupos de la Liga de Campeones, donde alcanzó los cuartos de final en 1996-97.
La racha de trece ligas ganadas de forma consecutiva hacen que solamente el Skonto Riga letón y el Lincoln Red Imps gibraltareño, con catorce, les superen en este aspecto dentro del fútbol europeo.

## Historia

### Primeros años (1917–1941)
El 19 de mayo de 1917, 12 jóvenes de Rosenborg en Trondheim fundaron el Sportsklubben Odd. El nombre Odd era un homenaje al Odd de Skien, el equipo más exitoso de Noruega en ese momento. El Odd pasó sus primeros años jugando contra otros equipos locales antes de intentar unirse a la serie regional en 1920. Como a la mayoría de los clubes formados en ese momento, se les negó repetidamente el acceso. Dado que muchos de estos jugadores también jugaban para equipos más grandes, las autoridades temían una posible escasez de jugadores si a los clubes demasiado pequeños se les permitía participar. A medida que los años pasaron, los jugadores desilusionados comenzaron a abandonar el club, y en 1923 el primer equipo jugó solo un partido.
En 1926, la administración del club había pasado a una nueva generación de miembros, y fue gracias a sus esfuerzos que el Odd fue admitidos finalmente en la serie regional en 1927, diez años después de la fundación del club. Un año más tarde, todo estaba listo para la entrada en la Federación Noruega de Fútbol, de no haber sido por el hecho de que la asociación se negó a tener dos clubes miembros con el mismo nombre. El club, por lo tanto adquirió su nombre actual, Rosenborg Ballklub, el 26 de octubre de 1928. Rosenborg es una zona principalmente residencial en Trondheim.
El Rosenborg disfrutó de poco éxito al principio, moviéndose constantemente entre las divisiones inferiores de la serie regional. Sin embargo, su rendimiento fue mejorando y en 1931 el equipo ascendió a la primera división, y un año más tarde jugó en la Copa de Noruega por primera vez. Fue también en esta época cuando el Rosenborg comenzó a planear un nuevo estadio en el barrio de Lerkendal, aunque este proyecto no se completó hasta después de la Segunda Guerra Mundial.

### El gran avance (1942-1966)

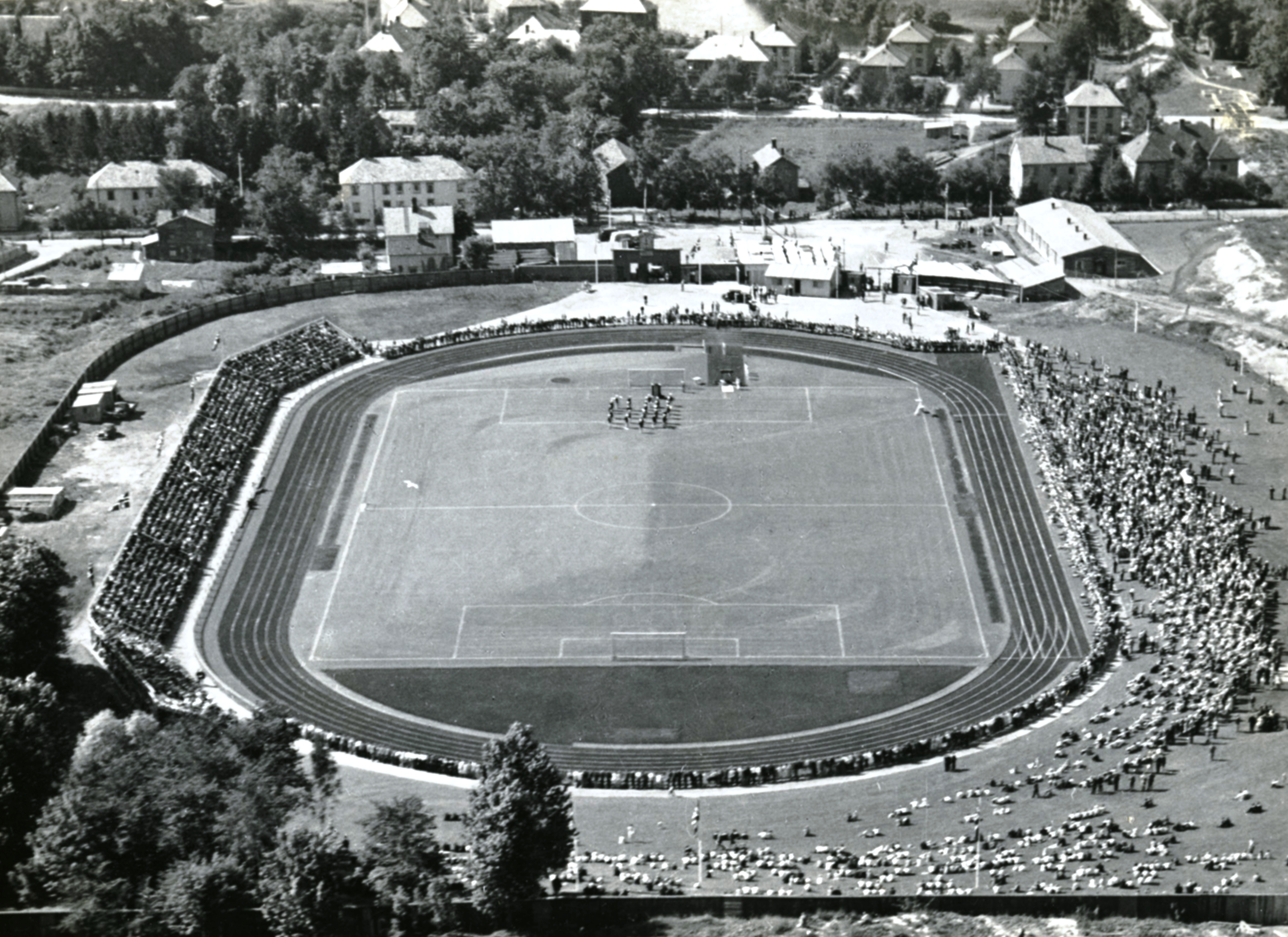
Imagen del estadio Lerkendal en 1946.

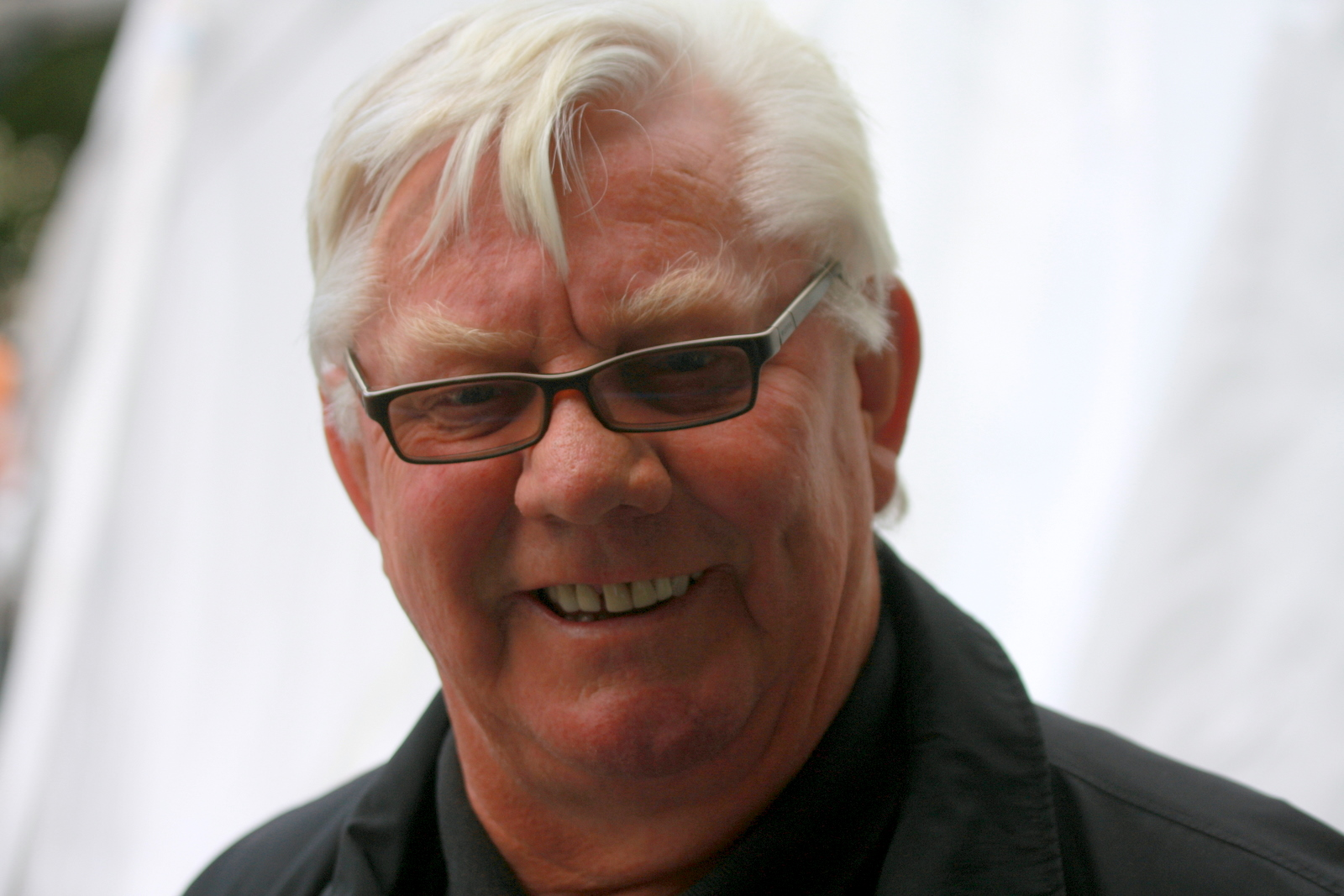
En 1960 llega Nils Arne Eggen a Rosenborg con solo 19 años.

El equipo juvenil del Rosenborg era uno de los mejores del país desde la fundación del club y sobre todo una generación de talentosos jugadores jóvenes durante la década de 1950 llegaría a ser la base para el éxito en el primer equipo en la década de 1960 en adelante. En 1960 ascendieron a la Hovedserien, el nivel más alto en el fútbol noruego (más tarde denominada 1. divisjon). En ese mismo año el Rosenborg progresó hasta llegar a la final de la Copa de Noruega, donde se enfrentaron al Odd, el equipo del que habían adoptado su nombre original en 1917, así como sus colores. Se necesitó un segundo partido para decidir el ganador, pero el Rosenborg se hizo finalmente con su primer título. El Rosenborg ganó la Copa de nuevo en 1964, pero mientras tanto, descendieron a la segunda división, donde jugó desde 1963 a 1966.
El Rosenborg regresó a la máxima categoría en 1967 y este resultaría ser un año muy exitoso para el club. El equipo contaba con jugadores como Harald Sunde, Nils Arne Eggen, y el talentoso joven delantero Odd Iversen, y el Rosenborg ganó su primer título de liga. Iversen marcó 17 goles en 18 partidos ese año, y 30 goles en la temporada siguiente, aunque él solo no pudo evitar que el Rosenborg perdiese el título con el Lyn. A finales de la década de 1960 el Rosenborg se había convertido en uno de los clubes de fútbol más importantes de Noruega.
La década de 1960 vio al Rosenborg participando en un escenario europeo por primera vez. Como ganadores de la copa en 1964, el club debutó en la Recopa de Europa de la UEFA del año siguiente. Tres años más tarde, el Rosenborg entró en la Liga de Campeones de la UEFA como ganadores de la liga.

### Subidas y bajadas (1967-1991)

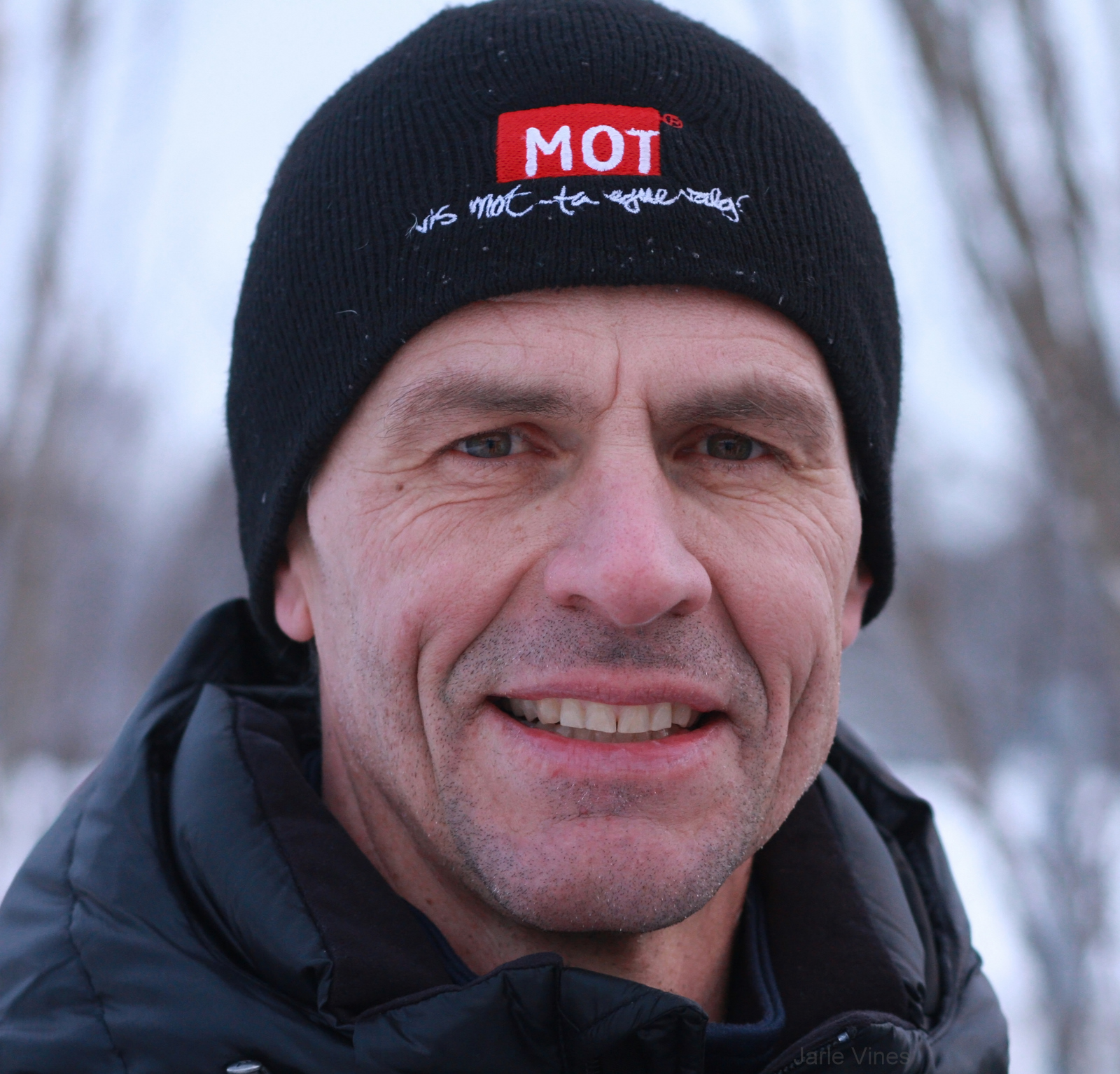
Rune Bratseth llegó a Rosenborg con solo 22 años.

Tres años más tarde, entró el Rosenborg en la Copa de Europa como ganadores de la liga. El Rosenborg contrató al inglés George Curtis como entrenador de cara a la temporada 1969. Curtis presentó el nuevo sistema 4-4-2 y cambió su enfoque hacia las tácticas y la organización en lugar de todos al ataque. Este movimiento funcionó bien para empezar, pues el Rosenborg se coronó ganador de la Liga por tercera vez. Sin embargo, cuando Odd Iversen y Harald Sunde dejaron el club, el Rosenborg prácticamente dejó de marcar goles y no pudo volver a ganar en 1970. Curtis fue criticado por ser demasiado defensivo y fue reemplazado por el recientemente retirado jugador Nils Arne Eggen, que volvió a un estilo de juego que complació a la afición. El debut de Eggen fue un éxito y el Rosenborg ganó el doblete.
La doble victoria en 1971 marcó el final de la primera edad de oro del club. El Rosenborg perdió la final de Copa dos años seguidos y comenzó a tener problemas en la liga. Muchos entrenadores (incluyendo Eggen) pasaron por el club y en 1977 el equipo ganó un solo partido en toda la temporada, terminando en último lugar. Nils Arne Eggen volvió como entrenador en su tercer periodo, de 1978 a 1982, y con el regreso Odd Iversen, de 35 años de edad, el Rosenborg volvió a subir a la primera división al año siguiente. En 1985 después de 14 años sin títulos, el Rosenborg derrotó al Lillestrøm en el último partido de la temporada para ganar la liga por un solo punto.
El club recibió capital fresco de su nuevo patrocinador principal y se profesionalizó plenamente en 1988. Nils Arne Eggen volvió a Trondheim como entrenador, después de liderar al Moss FK al título de liga en 1987. En los últimos años de la década de 1980, el club consiguió un título en 1988 y 1990. El Rosenborg pasó a dominar el fútbol noruego a lo largo de la década de 1990. En fuerte contraste con la defensiva y criticada actitud del equipo nacional noruego (pero muy eficaz), el Rosenborg alcanzó el éxito a través de un fútbol ofensivo.

### Dominación (1992-Actualidad)

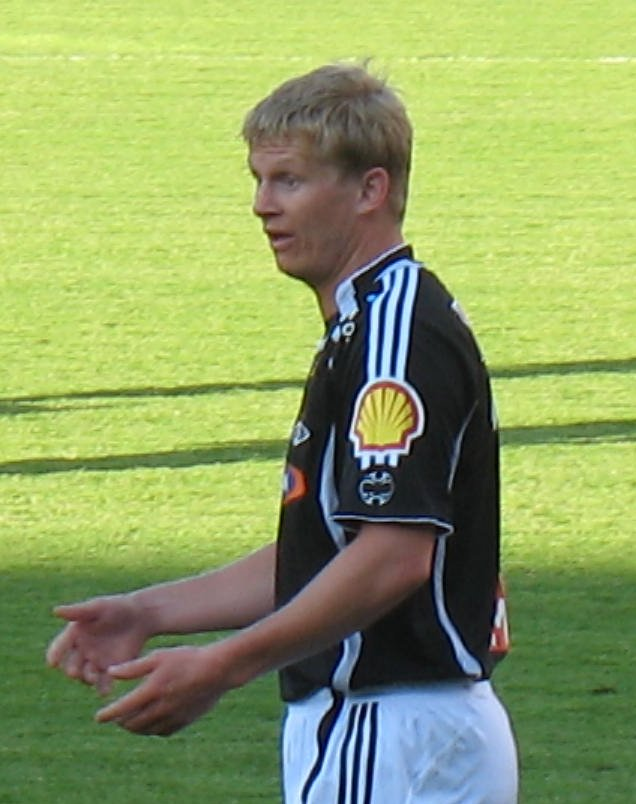
Rosenborg fue el equipo que vio nacer a Steffen Iversen.

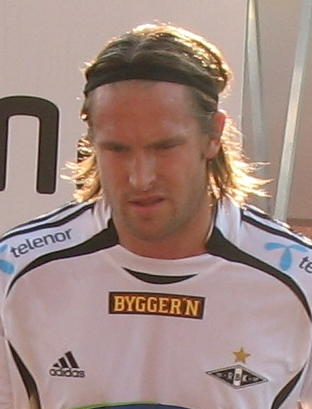
Thorstein Helstad, máximo goleador del Rosenborg en la temporada 2005.

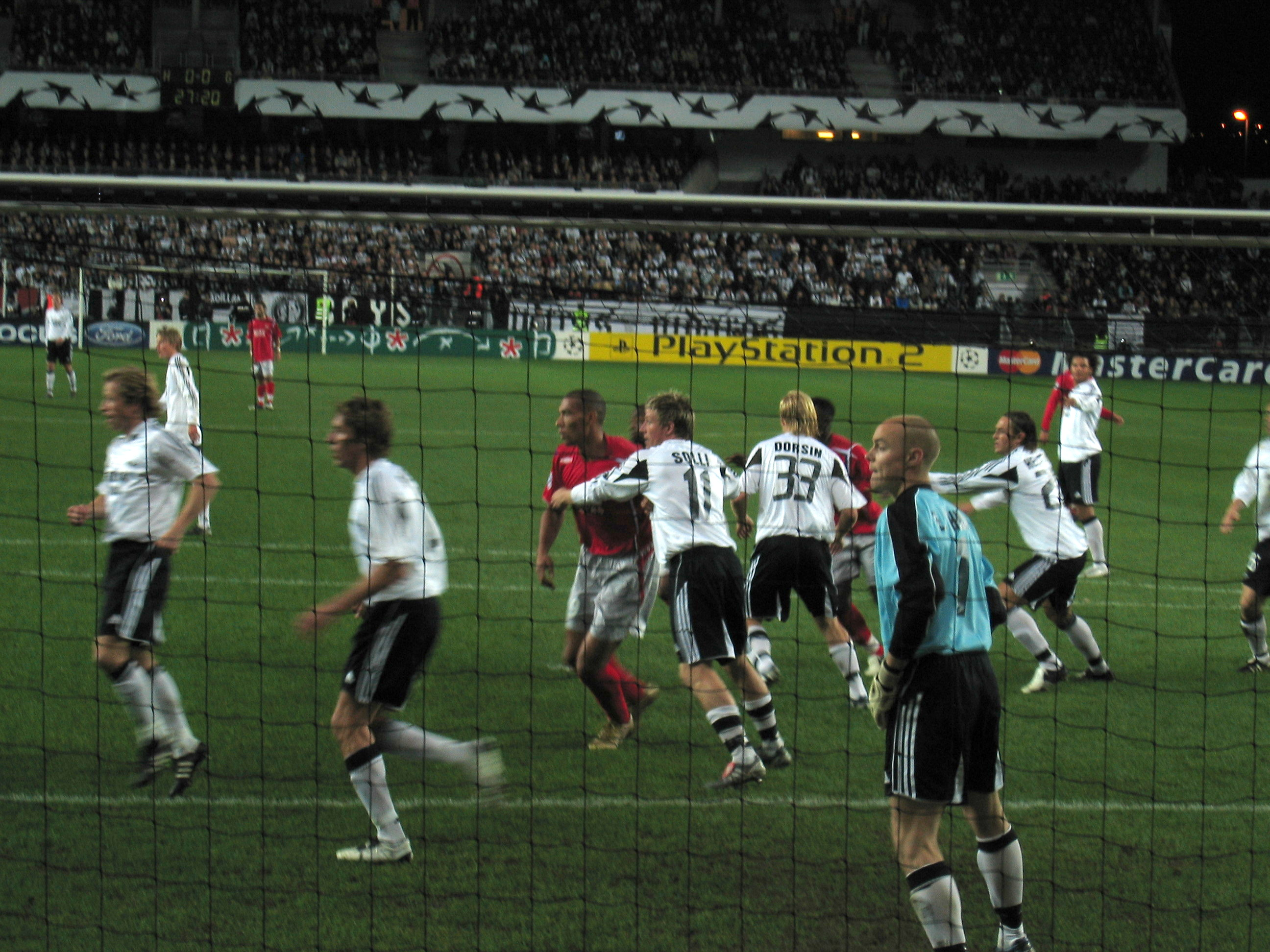
Partido de Liga de Campeones entre el Rosenborg y el Lyon en 2005.

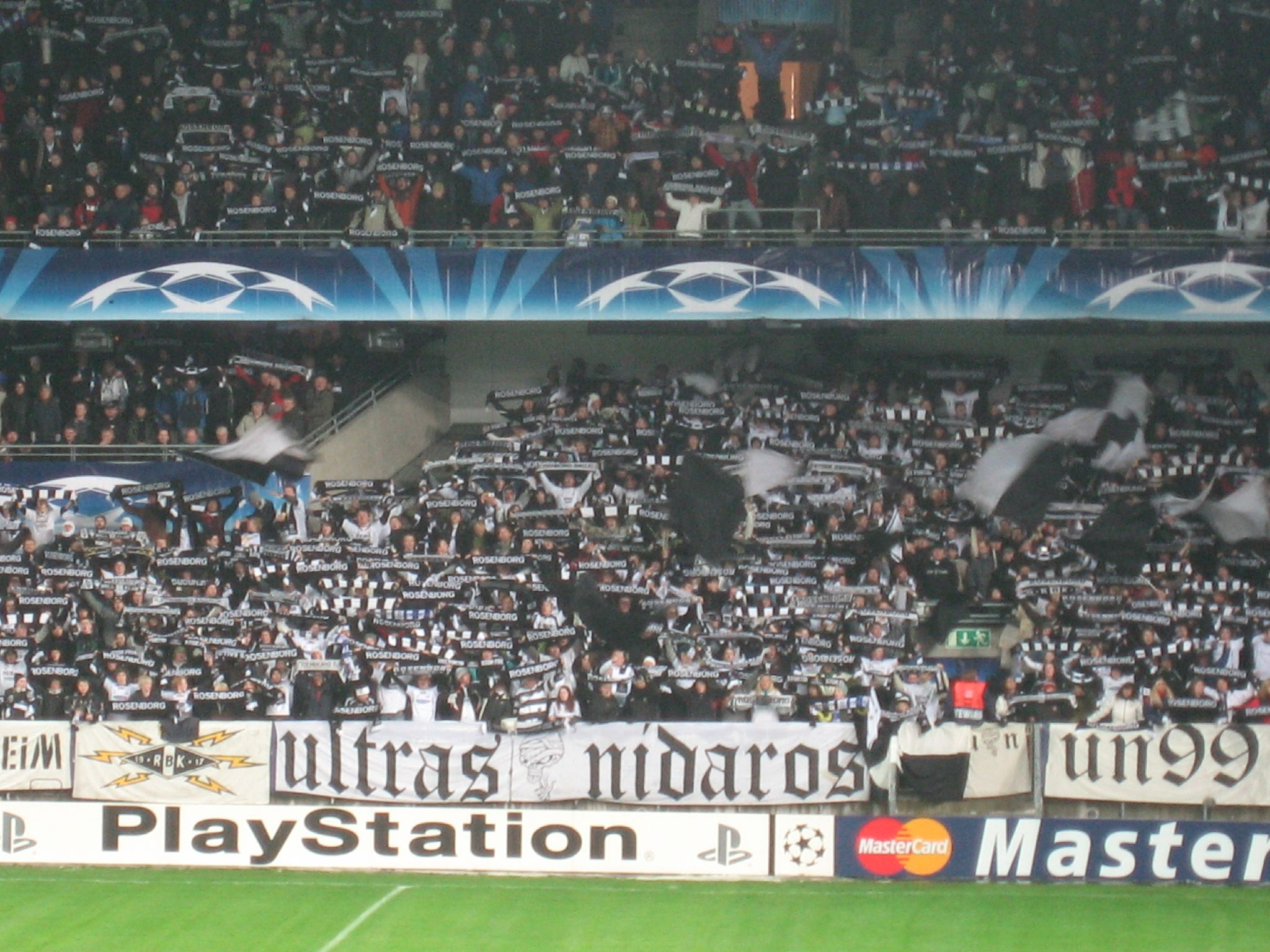
Rosenborg 0-Chelsea FC 4.

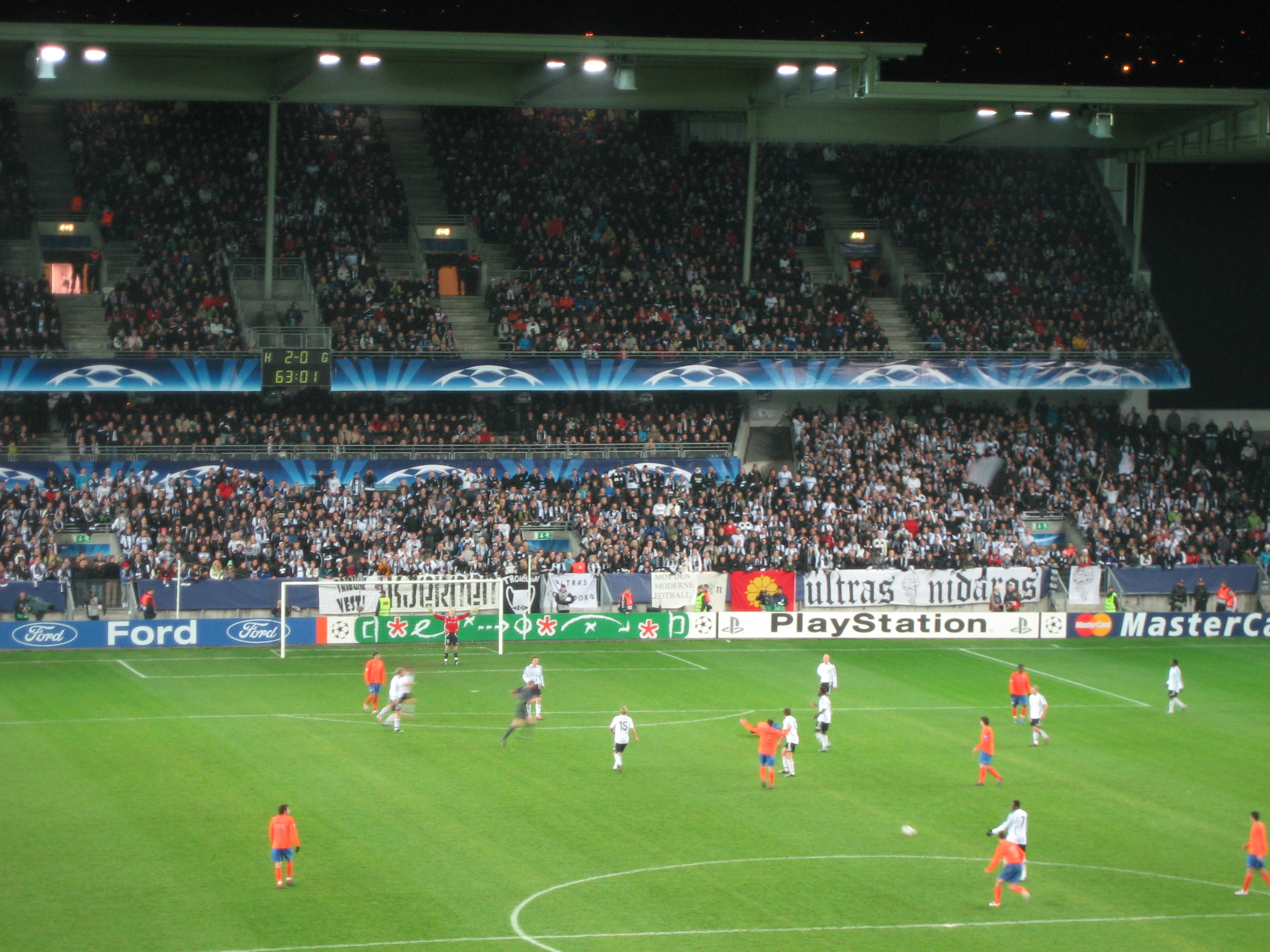
Rosenborg ante el Valencia en el Lerkendal Stadion en la UEFA Champions League 2007/08.

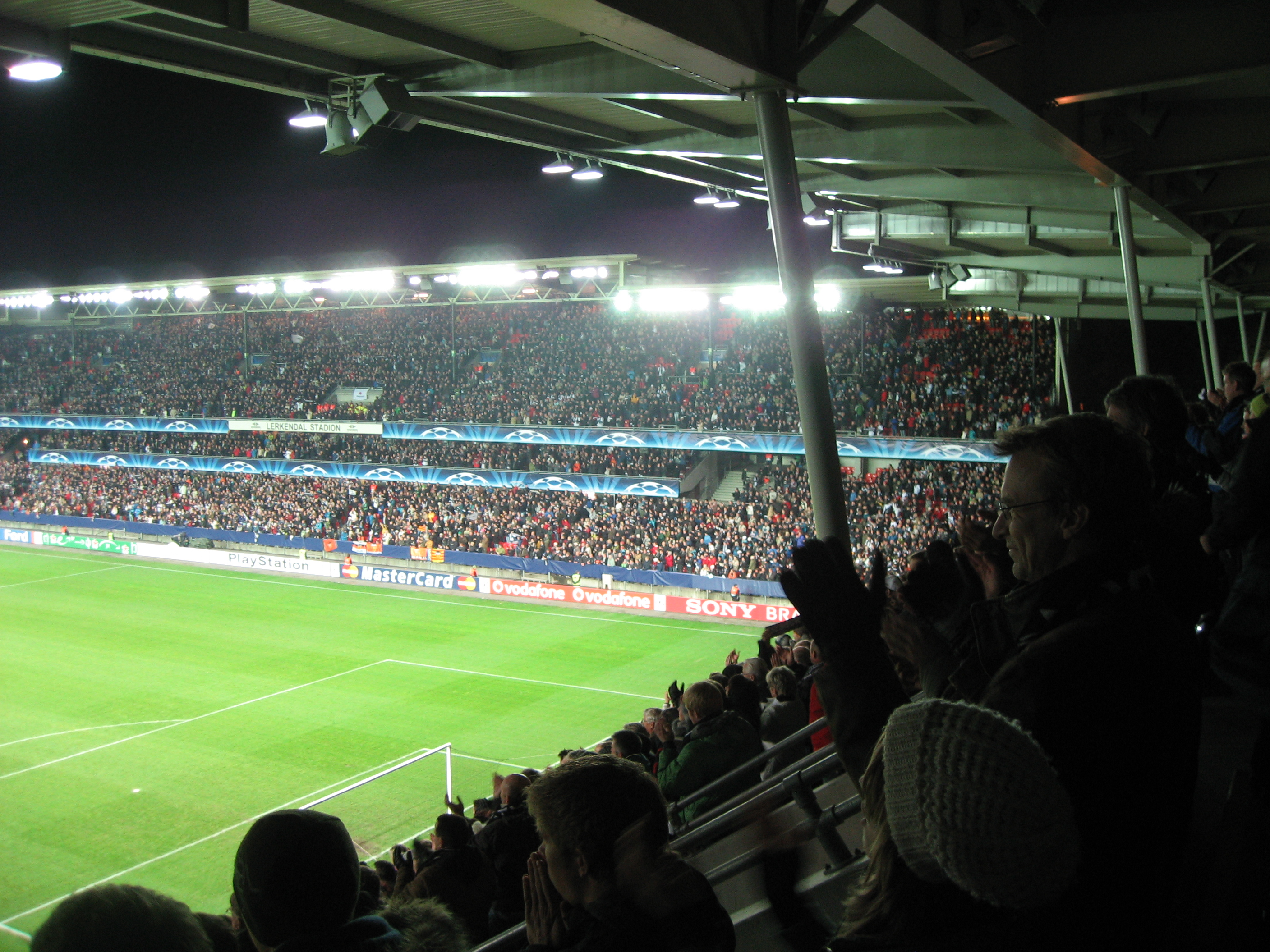
Rosenborg vs Valencia.

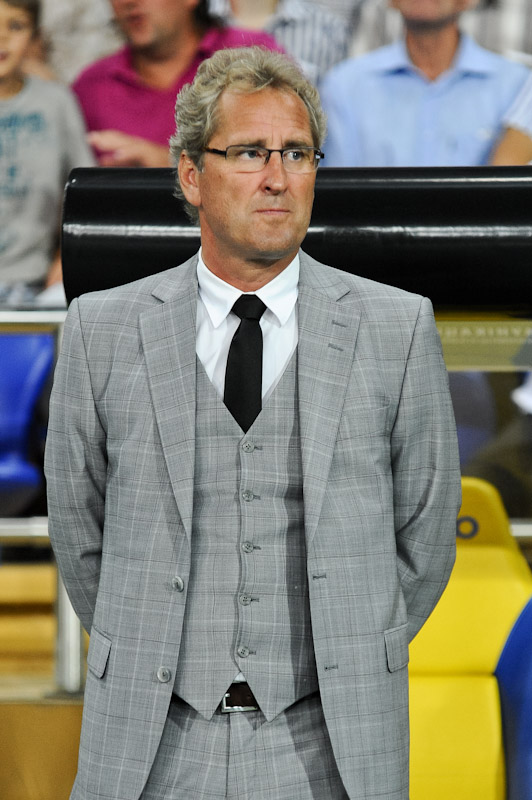
En 2008 llega Erik Hamrén a Rosenborg, en uno de sus mejores momentos.

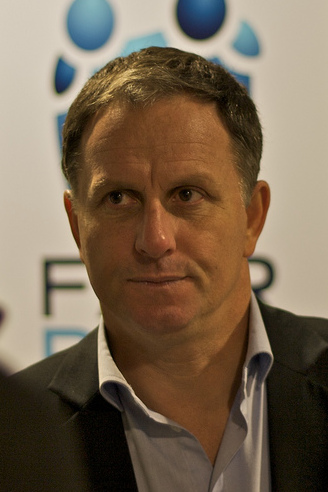
Jan Jönsson duró dos años con Rosenborg.

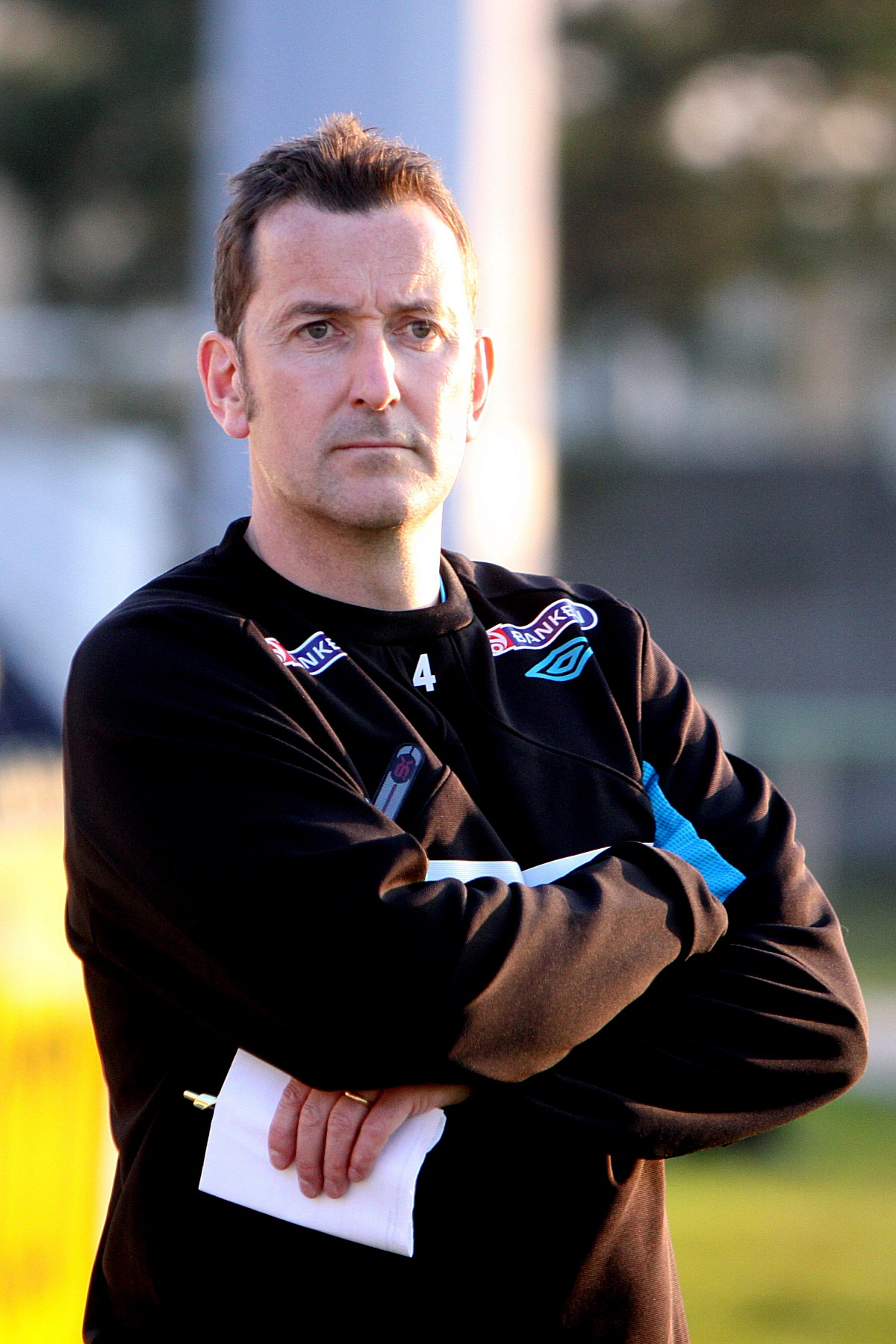
Per Joar Hansen, con Rosenborg hasta 2014.

La Tippeligaen, fundada en 1991, fue conquistada por el Rosenborg en trece ocasiones consecutivas a partir de 1992. La Copa de Noruega fue ganado en cinco ocasiones.
En 1995 el Rosenborg se clasificó para la Liga de Campeones de la UEFA por primera vez, una hazaña que ayudó a proteger las finanzas del club y fortalecer aún más su dominio en el ámbito nacional. La serie de títulos consecutivos, y los ingresos que generó con ello, permitió al Rosenborg ser, con mucho, el club más rico en Noruega. Pudo ser capaz de ofrecer a los jugadores más prometedores mejores condiciones que sus rivales, así como la posibilidad de jugar en Europa.
Rosenborg participó en la fase de grupos de la Liga de Campeones 11 veces en los 13 años transcurridos entre 1995 y 2007. Ocho de ellos fueron consecutivos (de 1995 a 2002), lo cual fue un récord hasta 2004, cuando el Manchester United se clasificó para la fase de grupos por noveno año consecutivo.
En dos ocasiones logró el Rosenborg avanzar más allá de la primera fase de grupos de la Liga de Campeones. En la temporada 1996-97 eliminó, contra todo pronóstico, al AC Milan en San Siro por 1-2 y se clasificó para los cuartos de final, donde perdieron 3-1 en el global ante la Juventus. En la temporada 1999-00, el Rosenborg ganó su grupo para asegurarse un lugar en la segunda fase de grupos. El partido más memorable fue como visitante contra el Borussia Dortmund, que fueron derrotados 0-3. Otros puntos destacados incluyen la victoria por 2-0 ante el Real Madrid y una victoria por 5-1 sobre el Olympiacos en la temporada 1997-98. También ha habido algunas actuaciones deprimentes, especialmente contra equipos franceses. El Rosenborg perdido 0-5 ante el Olympique Lyon en 2002 y fueron derrotados 2-7 por el Paris Saint-Germain en 2000.
Los noruegos no lograron clasificar en el 2003, donde perdió ante el Real Club Deportivo de La Coruña, pero lograron clasificar de nuevo en 2004 después de vencer a Maccabi Haifa Football Club, y en 2005 - a pesar de la decepcionante temporada - se clasificó por décima vez después de ganar por 4-3 ante el Steaua de Bucarest.
En julio de 2009, el Rosenborg fue eliminado de la Liga Europa de la UEFA 2009-10 en la segunda ronda de clasificación contra FK Qarabağ Agdam de Azerbaiyán. Un año después, en agosto de 2010, el Rosenborg fue eliminado en la Liga de Campeones de la UEFA 2010-11 en la ronda de play-off, después de un empate 2-2 ante el equipo danés FC Copenhague, con la clasificación de Copenhague debido a la regla de goles de visitante.
A finales de 2002 Rosenborg vio el retiro de Nils Arne Eggen después de muchos años de éxito, durante el cual solo se sintió aliviado una vez, en la temporada de 1998, por su asistente, Trond Sollied. Eggen fue reemplazado por Åge Hareide, que había dirigido previamente Helsingborgs IF y Brøndby IF siendo campeón en sus respectivas ligas.
Hareide firmó con el fin de no solo mantenerse a la vanguardia en el ámbito nacional, sino también un mejor desempeño en el ámbito europeo, el Rosenborg tendría que ser más cínica y centrarse más en la habilidad defensiva, mientras que todavía mantiene el juego ofensivo que había hecho el equipo para fuertes en el primer lugar. El nuevo director también destacó la necesidad de renovar el equipo de veteranos, cuya continuidad había sido otra de las claves para el éxito del club; muchos de los jugadores habían estado en el club desde el inicio de la década de 1990. En un movimiento polémico, Hareide inició este proceso mediante la liberación de Bent Skammelsrud, que posteriormente se retiró.
Bajo un nuevo liderazgo, Rosenborg arrasó con la liga, perdiendo solo tres partidos y ganando 14 puntos por delante del subcampeón F.K. Bodø/Glimt. El club afirmó su séptimo doblete, otra vez derrotando a Bodø / Glimt en la final de Copa. A pesar de no conseguir la clasificación para la Liga de Campeones, el Rosenborg había disfrutado de otra gran temporada y parecía que las reformas de Hareide fueron dando sus frutos, pero 2003 resultó ser su primera y única temporada en el club pues aceptó una oferta para dirigir la Selección de Noruega en diciembre de ese año. Fue reemplazado por su asistente Ola By Rise, un ex portero notable y entrenador de porteros en el club.
Con la salida inesperada de Hareide a finales de 2003 el club no se pudo ejecutar adecuadamente las reformas que había comenzado. También quedó claro que con el aumento del flujo de capital hacia el fútbol noruego, algunos clubes fueron finalmente empezando a rendir a un nivel de cierre más consistente, o incluso igual, a la de Rosenborg. Rosenborg ya no eran capaces de dominar todos los partidos, en lugar de tomar la apariencia de un equipo alimentado con éxito.
Rosenborg fueron los ganadores de la liga de nuevo en 2004. El contrato de Ola By Rise se terminó en octubre, a pesar de que logró llevar al equipo a la Liga de Campeones, y durante algún tiempo no se sabía quien se haría cargo. En noviembre, el club anunció el regreso de Nils Arne Eggen como una especie de asesor del ex asistente del director, Per Joar Hansen, quien fue promovido a entrenador. Bjørn Hansen y Rune Skarsfjord también actuarían como asistentes.
El esquema en la temporada 2005 del Rosenborg fue en su mayor parte un desastre. El club luchó para no caer en la zona de descenso durante gran parte de la temporada, Eggen dejó el club a mitad de temporada, y Per Joar Hansen se fue, probablemente, bajo presión, en agosto. Per-Mathias Høgmo fue nombrado entrenador del club inmediatamente después de la partida de Hansen. Sus primeros meses se vieron empañados por una serie de pérdidas vergonzosas y una pronta salida de la copa, pero con una vuelta final en la temporada el equipo se aferró a su lugar en la máxima categoría y terminó tercero en la fase de grupos de la Liga de Campeones, clasificando a la Copa de la UEFA.
Los problemas de Rosenborg continuaron en la primavera de 2006. A mitad de la temporada, el SK Brann Bergen tenía una ventaja de 10 puntos. El 27 de julio, Per-Mathias Høgmo se fue de baja por enfermedad. El asistente Knut Tørum tomó el mando. Por tercera vez en tres años, un asistente tomaría el mando. Esta vez, sin embargo, fue todo un éxito. Rosenborg ganó ocho partidos consecutivos, aplastando al Brann, y, finalmente, los adelantaron. El 22 de octubre, en lo que fue descrito como el mayor choque desde la Batalla de Stiklestad. Rosenborg derrotó a Brann de visitante, dándole al club una ventaja de seis puntos con dos rondas faltantes. El fin de semana siguiente, el Rosenborg derrotó a Viking Stavanger FK, asegurando el vigésimo título en liga. El 31 de octubre, Per-Mathias Høgmo terminó la especulación prolongada de si iba a regresar y en el papel que, cuando él llevó a cabo una conferencia de prensa en la que declaró que renunció como director, con efecto inmediato, y se retiraría del fútbol por completo. Tørum aceptó una oferta para ser el entrenador permanente. Otra renuncia se produjo el 11 de febrero de 2007, cuando el director de Rune Bratseth anunció su renuncia, citando entre otras cosas la enorme presión de los medios de comunicación como su razón para renunciar. Fue reemplazado por Knut Torbjørn Eggen, hijo del exentrenador Nils Arne Eggen, desde el 1 de agosto.
A pesar del buen resultado en 2006, Knut Tørum no fue capaz de ganar el mismo éxito en la temporada 2007. Eso, junto con sus problemas para conseguir junto con el director Knut Thorbjørn Eggen dio lugar a su renuncia el 25 de octubre de 2007. El asistente Trond Henriksen se hizo cargo del club para el resto de la temporada 2007. Rosenborg terminó la temporada en el quinto lugar.
Después de la renuncia de Tørum, Rosenborg comenzó la negociación con Trond Sollied para llenar la vacante entrenador en jefe. Sollied, que desde su partida en 1998 se había convertido en un entrenador merecido en Bélgica, se había relacionado anteriormente a Rosenborg en varias ocasiones. Después de un largo proceso Sollied rechazó el trabajo, dando munición a los que critican la forma en que el Rosenborg se ha ocupado de su recurrente tema entrenador en jefe en los últimos años. El 28 de diciembre, el Rosenborg anunció a Erik Hamrén como su nuevo entrenador para la temporada 2008. Hamrén comenzó como entrenador en el Rosenborg el 1 de junio de 2008, después de haber cumplido con sus obligaciones como entrenador de Aalborg Boldspilklub. Días antes de la llegada de Hamren Knut Torbjørn Eggenn anunció su renuncia inmediata. Los medios de comunicación especularon renuncia de Eggen había sido demandada por Hamrén con el fin de hacerse con el control total sobre el club. A los 27 de julio de 2008 Rosenborg se convirtió en el primer equipo noruego en ganar un partido de final en la Copa Intertoto de la UEFA, venciendo equipo neerlandés NAC Breda 2-1 en el global. La victoria puso a RBK en la segunda ronda de clasificación de la Copa de la UEFA 2008-09, en el que avanzaron a la fase de grupos. No ganaron la Copa Intertoto, sin embargo; bajo las reglas instituidas para la Copa Intertoto de la UEFA 2006, el trofeo se concede al club de la Copa Intertoto que avanza más lejos en la Copa de la UEFA. En la fase de grupos Rosenborg no logró impresionar, terminó último con dos puntos. El club también falló en la Liga, terminando en un decepcionante quinto lugar, por segundo año consecutivo.
Delante de la temporada 2009 Hamrén trajo varios jugadores nuevos al Rosenborg, siendo uno de ellos Rade Prica, que Hamrén conocía bien en Aalborg. Al final de la temporada, el Rosenborg ganó la liga con 69 puntos, 13 puntos de ventaja sobre su rival más cercano Molde FK. Rosenborg perdió solo un partido de liga, una derrota por 3-2 contra el IK Start Kristiansand. Rosenborg detuvo su buena racha a caer con Molde en cuartos de final de la copa, siendo goleado 5-0. El club consiguió su venganza a finales de septiembre, cuando derrotaron a Molde en la liga y en ese partido se aseguró su título de Liga número 21.
El 20 de mayo de 2010 se decidió que Nils Arne Eggen llevaría a Rosenborg a la temporada 2010. Él se hizo cargo después de que Erik Hamrén se fue para ser el gerente de la selección nacional de Suecia. El último partido de Erik Hamrén fue un triunfo 2-1 contra el Viking Stavanger FK el 24 de mayo.
El 24 de octubre de 2010, el Rosenborg ganó la liga después de ganale por 1-0 al Tromsø IL. 7 de noviembre de Rosenborg jugó el último partido de liga de la temporada contra el Aalesund que terminó en un empate 2-2, lo que significaba que se fueron invictos durante toda la temporada en la liga-competencia.
Jan Jönsson, cuyo contrato con el Stabæk IF terminó después de la temporada 2010, fue contratado como entrenador en jefe antes de la temporada de 2011 y dirigió al equipo durante dos temporadas, cuando el Rosenborg acabado tercero en la liga y se clasificó para la fase de grupos de la Europa League por dos años. Sin embargo, el club no estaba contento con los resultados de Jönsson como entrenador en jefe y fue despedido el 7 de diciembre de 2012.
Con la búsqueda de un nuevo entrenador en jefe, Per Joar Hansen estaba relacionado con el Rosenborg, pero el mensaje no fue bien recibido por los aficionados. La estancia anterior de Hansen en Lerkendal terminó mal, y por lo tanto muchos fanes se mostraron escépticos a él como la sustitución de Jan Jönsson. El 14 de diciembre de 2012, Per Joar Hansen fue confirmado como nuevo entrenador en jefe, con la ambición de poner el Rosenborg de nuevo a la cima de la liga. La primera modificación importante de Hansen fue que cambió el 4-4-2 habitual de Rosenborg a la agresiva 4-3-3 mientras jugaban en los años 90, teniendo al equipo de vuelta a las raíces. El cambio de la formación de Hansen no llegó a ser bien recibido cuando Rosenborg solamente anotó tres goles en los ocho partidos de pretemporada. De todos modos, después de la mitad de la temporada el equipo impresionó a todos con un gran progreso en la Copa de Noruega 2013, siendo segundo en la Tippeligaen 2013, y como se esperaba progresando en la fase de clasificación y ronda de play-off de la Liga Europa de la UEFA 2013-14 al vencer al Crusaders Football Club de Irlanda del Norte, 2-1 y terminando con 7 -2 victoria en Lerkendal.
Tristemente, el comienzo de la segunda mitad de la temporada sorprendió a todos cuando Rosenborg fueron sorprendentemente derrotados por St. Johnstone Football Club en la fase de clasificación y ronda de play-off de la Liga Europa de la UEFA 2013-14. El gol de Frazer Wright con el que ganó el equipo escocés en una memorable victoria por 1-0 en Noruega antes de pelear la vuelta con un gol tempranero para empatar 1-1 en casa. Esto fue suficiente para asegurar una victoria global por 2-1 para St. Johnstone Football Club. Rosenborg continuó reuniendo puntos en la liga, pero se sorprendió cuando perdió ante el amenazado descenso del Tromsø IL en la ronda 23. Terminaron en segundo lugar solamente a un punto del Strømsgodset Toppfotball, mucho argumentó, porque la falta de rendimiento fue en el campo de casa.
Como extremo positivo de la temporada, el Rosenborg había logrado entrar en la final de Copa de Noruega 2013 ante el archirrival Molde FK. Esta fue la primera final de la Copa del Rosenborg desde 2003, cuando vencieron a F.K. Bodø/Glimt 3-1. Por desgracia para el Rosenborg, perdieron el partido 2 a 4 tras liderar 2-1.
En junio de 2014, después de una temporada de primavera decepcionante, con la eliminación de la Copa en la tercera ronda contra Ranheim Fotball, la falta de un rendimiento estable en la liga y una vergonzosa derrota contra Sligo Rovers Football Club en la Liga Europa de la UEFA 2014-15, se decidió despedir al entrenador Per Joar Hansen y el entrenador asistente Bård Wiggen. El exjugador del Rosenborg y el entrenador asistente Kåre Ingebrigtsen fue presentado como entrenador temporal el 21 de julio de 2014, y ya el director deportivo Erik Hoftun fue presentado como entrenador asistente. Rosenborg jugó mal en los primeros partidos con el nuevo entrenador, perdiendo tres de los cuatro primeros con Kåre Ingebrigsten a cargo. Pero el equipo se redimió a sí mismo, al ganar nueve de los últimos diez partidos en la temporada acabando en segundo lugar, a once puntos del Molde FK. Gran actuación de Ingebrigtsen que era presentado como el nuevo entrenador permanente el 20 de noviembre de 2014.
El primer cambio importante de Kåre Ingebrigstens fue la cantidad de ejercicio que los jugadores deben ser susceptibles. Él tenía la misma visión que el exentrenador Hansen, pero los jugadores tienen que ser capaces de obtener mejores resultados. Durante los dos temporada anterior, Rosenborg tenía una tendencia al colapso colectivo en los últimos diez minutos debido al agotamiento. Ingebrigtsen decidió, por tanto, que la formación se incrementaría en un 40 por ciento, por lo que los jugadores serían capaces de terminar los partidos y no dejar que anoten goles fáciles en contra. La provisión dio resultados inmediatamente; Rosenborg anotó 23 goles y dejó sólo dos en contra en sus primeros cinco partidos de pretemporada.
A mitad de la Tippeligaen 2015 (ronda 17/30), Rosenborg alcanzó el pico en la parte superior de la tabla, seis puntos por delante del Vålerenga Oslo IF.Se han clasificado a los cuartos de final en la Copa de Noruega 2015 y están cerca de llegar a los play-off de la Liga Europa de la UEFA 2015-16, superando a Debreceni Vasutas Sport Club 3-2 en el primer partido de ida en Hungría. Como resultado de multitud de juegos agradables de Rosenborg, el número de espectadores en casa han aumentado en un 31 por ciento (alrededor de 15/30) - a partir de 13 922 a 18 239 - desde la temporada pasada.

## Colores

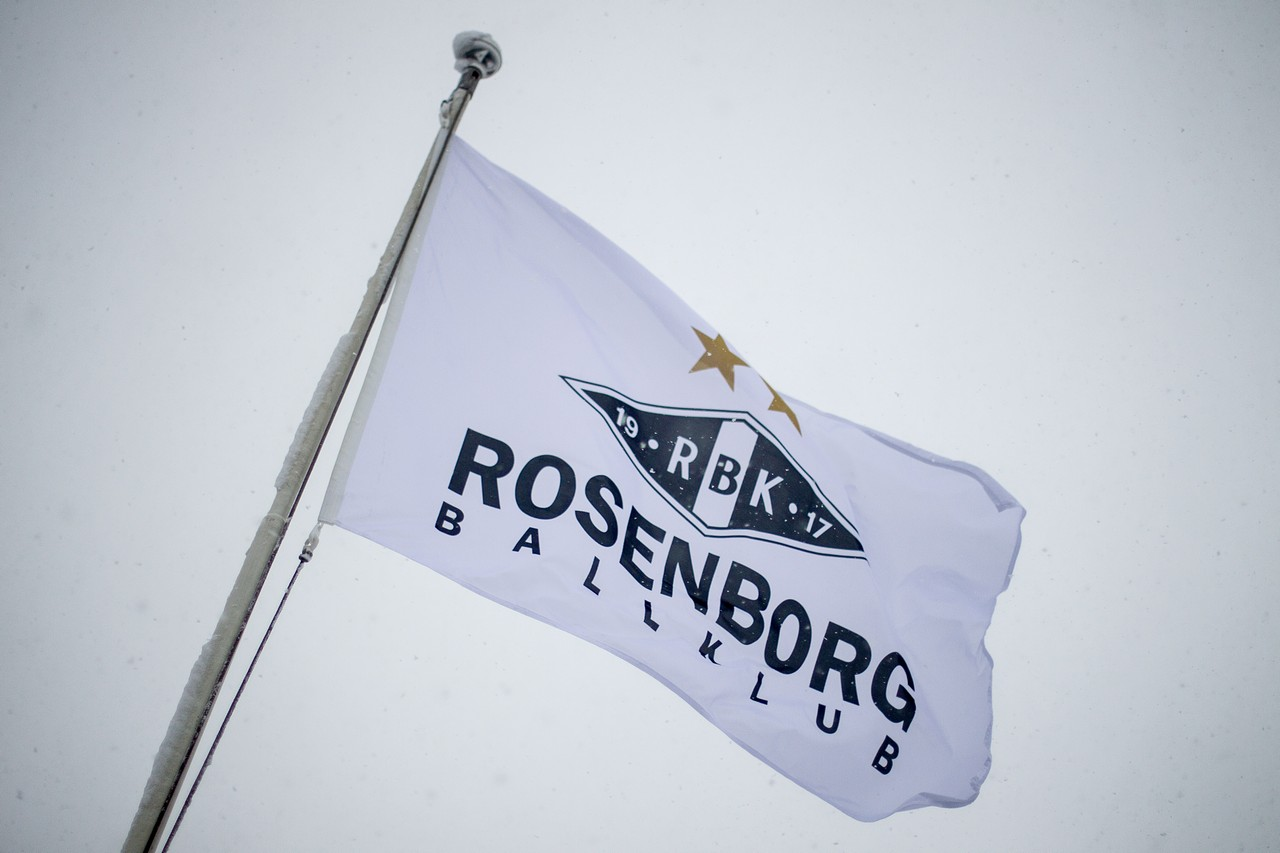
Escudo del Rosenborg Ballklub.

Los miembros fundadores de Rosenborg compraron sus primeros kits en 1918. Las camisetas eran de color azul con una franja vertical de color amarillo en el frente y los cortos eran blancos. Las camisas actuales blanca y pantalón negro, introducidos en 1931, fueron otro homenaje al club de fútbol Odd. Un patrocinador de la camiseta se introdujo en 1971.

## Uniforme
- Uniforme titular: Camiseta blanca, pantalón negro y medias blancas.
- Uniforme alternativo: Camiseta negra, pantalón blanco y medias negras.
- Uniforme tercero: Camiseta roja, pantalón rojo y medias rojas.

### Titular
| 2006-07 | 2008-09 | 2010-11 | 2012-13 | 2014-15 | 2016 | 2017 |
| 2018    | 2019    | 2020    | 2021    |         |      |      |

### Suplente
| 2006-07 | 2008-09 | 2010-11 | 2012-13 | 2014-15 | 2016-17 | 2018 |
| 2019    | 2020    |         |         |         |         |      |

### Alternativa
| 2014-15 | 2016 | 2017 | 2019 | 2021 |

## Estadio

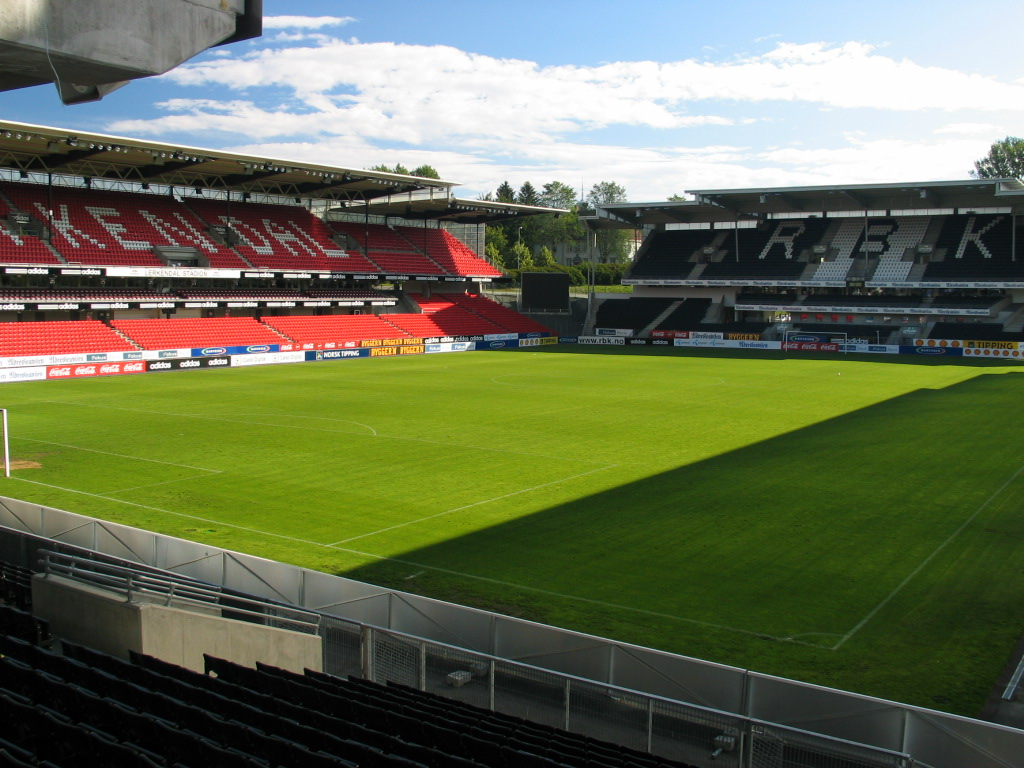
Rosenborg juega en el Lerkendal Stadion desde 1957.

El Rosenborg juega sus partidos como local en el estadio Lerkendal, un estadio con todas sus localidades sentadas situado en el barrio de Lerkendal, a tres kilómetros al sur del centro de la ciudad de Trondheim. Dispone de tribunas de cuatro y tres niveles sin esquinas con una capacidad para 21.421 espectadores, de los cuales 1338 están en asientos y palcos de lujo del club en el nivel central de las cuatro tribunas. El estadio es parte de Lerkendal Idrettspark, que también se compone de tres campos de entrenamiento, dos de tamaño completo y uno de ellos tiene césped artificial. Las oficinas del club se encuentran en Brakka, un cuartel de fabricación alemana que data de la Segunda Guerra Mundial.
El Lerkendal Stadion abrió el 10 de agosto de 1947 como recinto principal de atletismo y fútbol en Trondheim, propiedad de la municipalidad. El Rosenborg comenzó a utilizar Lerkendal desde la temporada 1957-58. La primera reconstrucción de la sede principal se llevó a cabo antes de la temporada 1962, cuando las gradas de madera fueron sustituidas con soportes de hormigón a ambos lados, y la grada sur recibió un techo. Los focos de iluminación artificial fueron instalados en 1968 para permitir que se pudieran disputar partidos UEFA. El récord oficial de asistencia de todos los tiempos en Lerkendal es de 28.569 espectadores en la final de liga de 1985 contra el Lillestrøm. Después de la temporada 1995, la primera parte del actual estadio fue construido para permitir modernas instalaciones disputar partidos de la UEFA. Los lados cortos se terminaron en 2001, y la tribuna grande se completó en 2002. En la expansión del estadio también participaron inversores privados y el propio Rosenborg.

## Jugadores

### Plantilla 2025

#### Jugadores internacionales
Todos los futbolistas de la actual plantilla han sido internacionales al menos una vez a lo largo de su carrera futbolística, con la excepción de Alexander Lund Hansen, Julian Faye Lund, Sivert Solli y Erlend Dahl Reitan. Entre ellos, los más representados corresponden a la selección noruega absoluta con ocho representantes, sumando entre todas las categorías noruegas un total de once futbolistas. Entre ellos, destaca Tore Reginiussen quien suma un total de 20 internacionalidades.
Asimismo destaca también Pavel Londak al haber dispuado 25 partidos con su selección.

### Jugadores destacados
- Odd Iversen
- Tor Røste Fossen
- Svein Grøndalen
- Ola By Rise
- Jørn Jamtfall
- Runar Berg
- Rune Bratseth
- Gøran Sørloth
- Stig Inge Bjørnebye
- Bjørn Otto Bragstad
- Bjørn Tore Kvarme
- Sverre Brandhaug
- Vegard Heggem
- Bent Inge Johnsen
- Mini Jakobsen
- Erik Hoftun
- Bent Skammelsrud
- Ørjan Berg
- Roar Strand
- Vidar Riseth
- Ståle Stensaas
- Christer Basma
- Frode Johnsen
- John Carew
- Harald Martin Brattbakk
- Fredrik Winsnes
- Steffen Iversen
- Øyvind Leonhardsen
- André Bergdølmo
- Øyvind Storflor
- Sigurd Rushfeldt
- Espen Johnsen
- Jan Derek Sørensen
- Dagfinn Enerly
- Alexander Tettey
- Azar Karadas
- Thorstein Helstad
- Per Ciljan Skjelbred
- Vadim Demidov
- Markus Henriksen
- Daniel Braaten
- Bjørn Johnsen
- Arni Gautur Arason
- Janne Saarinen
- Miika Koppinen
- Kris Stadsgaard
- Jim Larsen
- Daniel Örlund
- Mikael Dorsin
- Fredrik Stoor
- Mikael Lustig
- Rade Prica
- Marek Sapara
- Borek Dockal
- Alejandro Lago
- Sebastian Eguren
- Cristian Gamboa
- Lars Hirschfeld
- John Chibuike
- Abdou Razack Traoré
- Yssouf Koné
- Didier Ya Konan
- Anthony Annan

## Entrenadores
- Knut Næss (1965–68)
- George Curtis (1968–31 de diciembre de 1970)
- Nils Arne Eggen (1 de enero de 1971–31 de diciembre de 1972)
- Tor Røste Fossen (1973–31 de diciembre de 1974)
- Jan Christiansen (1975)
- George Curtis (1 de enero de 1976-27 de agosto de 1976)
- Nils Arne Eggen (27 de agosto de 1976-31 de diciembre de 1976)
- Bjørn Rime (1977)
- Nils Arne Eggen (1 de enero de 1978–31 de diciembre de 1982)
- Tommy Cavanagh (1983-septiembre de 1983)
- Harald Sunde (septiembre de 1983-1983)
- Bjørn Hansen (1984–1985)
- Arne Dokken (22 de agosto de 1985-31 de diciembre de 1985)
- Torkild Brakstad (1 de enero de 1986-30 de junio de 1986)
- Arne Dokken (1 de julio de 1986–31 de diciembre de 1987)
- Nils Arne Eggen (1 de enero de 1988–31 de diciembre de 1997)
- Trond Sollied (1 de enero de 1998-31 de diciembre de 1998)
- Nils Arne Eggen (1 de enero de 1999–31 de diciembre de 2002)
- Åge Hareide (1 de enero de 2003-27 de noviembre de 2003)
- Ola By Rise (28 de noviembre de 2003-31 de diciembre de 2004)
- Per Joar Hansen (1 de enero de 2005-7 de agosto de 2005)
- Per-Mathias Høgmo (8 de agosto de 2005-6 de junio de 2006)
- Knut Tørum (7 de junio de 2006–25 de octubre de 2007)
- Trond Henriksen (25 de octubre de 2007–31 de mayo de 2008)
- Erik Hamrén (1 de junio de 2008–24 de mayo de 2010)
- Nils Arne Eggen (25 de mayo de 2010-31 de diciembre de 2010)
- Jan Jönsson (1 de enero de 2011–7 de diciembre de 2012)
- Per Joar Hansen (14 de diciembre de 2012-21 de julio de 2014)
- Kåre Ingebrigtsen (21 de julio de 2014-julio 2018)
- Rini Coolen (interino) (julio de 2018–diciembre de 2018)
- Eirik Horneland (enero de 2019–junio de 2020)
- Trond Henriksen (interino) (junio de 2020–agosto de 2020)
- Åge Hareide (septiembre de 2020 – diciembre de 2021)
- Kjetil Rekdal (enero de 2022 – junio de 2023)
- Svein Maalen (junio de 2023 – diciembre 2023)
- Alfred Johansson (diciembre 2023 – presente)

## Participaciones Internacionales
La siguiente es una lista de las estadísticas de todos los tiempos de los juegos de Rosenborg en los cuatro torneos de la UEFA en las que ha participado en, así como el total general. La lista contiene el torneo, el número de partidos jugados (PJ), ganados (G), empatados (E) y perdidos (P). El número de goles marcados (GF), goles en contra (GC), diferencia de goles (Dif.) y el promedio de partidos ganados (Prom. %). Las estadísticas incluyen los partidos de clasificación. Las estadísticas también incluyen los goles marcados en la prórroga; en estos juegos, el resultado dado es el resultado al final del tiempo extra.
- Actualizado a la Temporada 2021-22.

| Torneo                                        | PJ  | PG  | PE | PP  | GF  | GC  | Dif. | Prom. % |
| --------------------------------------------- | --- | --- | -- | --- | --- | --- | ---- | ------- |
| Copa de Europa / Liga de Campeones de la UEFA | 152 | 58  | 31 | 63  | 224 | 232 | -8   | 58,88 % |
| Copa de la UEFA / Liga Europa de la UEFA      | 114 | 45  | 20 | 49  | 164 | 163 | +1   | 60,96 % |
| Liga Europa Conferencia de la UEFA            | 6   | 4   | 0  | 2   | 15  | 8   | +6   | 83,33 % |
| Recopa de Europa de la UEFA                   | 4   | 2   | 0  | 2   | 7   | 8   | -1   | 50 %    |
| Copa Intertoto de la UEFA                     | 4   | 3   | 0  | 1   | 9   | 2   | +7   | 75 %    |
| Total                                         | 280 | 112 | 51 | 117 | 419 | 413 | +6   | 60,89 % |

## Palmarés

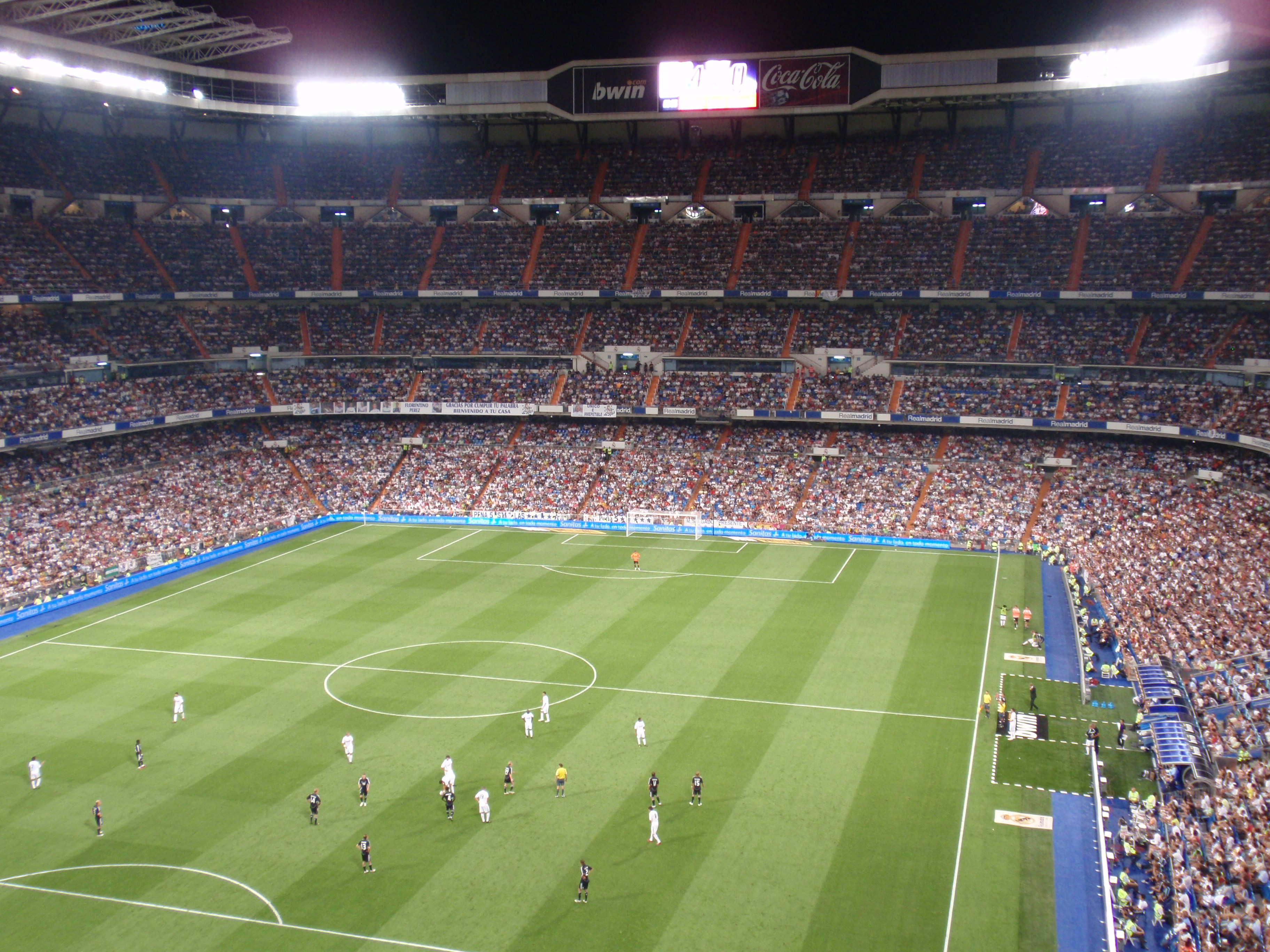
Rosenborg jugando ante el Real Madrid en la XXXI edición del Trofeo Santiago Bernabéu en el Estadio Santiago Bernabéu en el año 2009

### Torneos nacionales
- Eliteserien (26): 1967, 1969, 1971, 1985, 1988, 1990, 1992, 1993, 1994, 1995, 1996, 1997, 1998, 1999, 2000, 2001, 2002, 2003, 2004, 2006, 2009, 2010, 2015, 2016, 2017 y 2018
  - Subcampeón (7): 1968, 1970, 1973, 1989, 1991, 2013 y 2014.
  - Tercer lugar (4): 1981, 2011, 2012 y 2019
- Copa de Noruega (12): 1960, 1964, 1971, 1988, 1990, 1992, 1995, 1999, 2003, 2015, 2016 y 2018.
  - Subcampeón (6): 1967, 1972, 1973, 1991, 1998 y 2013.
- Supercopa de Noruega (3): 2010, 2017, 2018

### Torneos internacionales
- Copa Intertoto de la UEFA (1): 2008 (compartido).

### Torneos amistosos
- Copa La Manga (3): 1999, 2001 y 2003.
- Subcampeón del Trofeo Santiago Bernabéu (1): 2009.

## Récords
Victoria récord del club es de 17-0 en un partido de copa contra Buvik IL en 2003; el récord de la liga es de 10-0 contra el SK Brann Bergen en 1996 y el registro de la Liga de Campeones de la UEFA es de 6-0 contra el Helsingborgs IF en 2000. En la Liga, el equipo tuvo un récord de diferencia de goles 87-20 en 1997, reclamó un récord de 69 puntos en 2009 y fue invicto en 2010. Rosenborg fue relegado después de la temporada 1977 después de haber ganado sólo un único partido. El récord de asistencia en casa es 28,569 espectadores en Lerkendal Stadion contra Lillestrøm SK en 1985.
Roar Strand, quien jugó 21 temporadas entre 1989 y 2010, ha jugado 644 partidos, más que cualquier otro jugador de Rosenborg. También es el que ha ganado más títulos con el club, después de haber ganado la Liga 16 veces y la copa 5 veces. Con 256 goles, Harald Brattbakk es el máximo goleador de todos los tiempos del club y fue el máximo goleador de la liga durante seis temporadas. Sigurd Rushfeldt es el máximo goleador de la liga, a pesar de que anotó la mayoría de estos para Tromsø IL. Odd Iversen tiene el récord de más goles en un solo partido y en la temporada, con 6 y 30, respectivamente. El club recibió su tasa de transferencia más alta con John Carew; recibieron 75 millones de coronas noruegas cuando fue vendido a Valencia Club de Fútbol en 2000.

## Las últimas temporadas
| Temporada          | Liga     | Liga | Liga | Liga | Liga | Liga | Liga | Liga | Liga  | Liga  | Liga   | Copa | Otras competiciones                 | Otras competiciones                         | Otras competiciones    | Máximo goleador     | Máximo goleador | Ref.                        |
| Temporada          | División | JJ   | JG   | JE   | JP   | GF   | GC   | DG   | Punt. | Posi. | AP     | Copa | Otros                               | LCU                                         | LEU                    | Nombre              | Goles           | Ref.                        |
| ------------------ | -------- | ---- | ---- | ---- | ---- | ---- | ---- | ---- | ----- | ----- | ------ | ---- | ----------------------------------- | ------------------------------------------- | ---------------------- | ------------------- | --------------- | --------------------------- |
| 2005               | 1.ª      | 26   | 10   | 4    | 12   | 50   | 42   | +8   | 34    | 7°    | 17,541 | R4   | —                                   | Fase de grupos                              | Dieciseisavos de final | Thorstein Helstad   | 13              | [ 40 ] [ 41 ] [ 42 ] [ 43 ] |
| 2006               | 1.ª      | 26   | 15   | 8    | 3    | 47   | 24   | +23  | 53    | 1°    | 19,440 | SF   | Royal League de Escandinavia – G    | —                                           | —                      | Steffen Iversen     | 17              | [ 40 ] [ 41 ] [ 42 ] [ 44 ] |
| 2007               | 1.ª      | 26   | 12   | 5    | 9    | 53   | 39   | +14  | 41    | 5°    | 19,903 | R4   | —                                   | Fase de grupos                              | Dieciseisavos de final | Steffen Iversen     | 13              | [ 42 ] [ 45 ] [ 46 ]        |
| 2008               | 1.ª      | 26   | 11   | 6    | 9    | 40   | 34   | +6   | 39    | 5°    | 18,957 | R2   | Copa Intertoto de la UEFA – Campeón | —                                           | Fase de grupos         | Steffen Iversen     | 10              | [ 42 ] [ 47 ] [ 48 ]        |
| 2009               | 1.ª      | 30   | 20   | 9    | 1    | 60   | 22   | +38  | 69    | 1°    | 17,635 | QF   | —                                   | —                                           | Segunda ronda previa   | Rade Prica          | 17 ♦            | [ 42 ] [ 49 ]               |
| 2010               | 1.ª      | 30   | 19   | 11   | 0    | 58   | 24   | +34  | 68    | 1°    | 16,911 | SF   | Supercopa de Noruega – W            | Cuarta ronda previa                         | Fase de grupos         | Steffen Iversen     | 14              | [ 50 ] [ 51 ] [ 52 ]        |
| 2011               | 1.ª      | 30   | 14   | 7    | 9    | 69   | 44   | +25  | 49    | 3°    | 14,511 | QF   | —                                   | Tercera ronda previa para campeones de liga | Cuarta ronda previa    | Rade Prica          | 16              | [ 53 ] [ 54 ] [ 55 ] [ 56 ] |
| 2012               | 1.ª      | 30   | 15   | 10   | 5    | 53   | 26   | +27  | 55    | 3°    | 13 394 | R4   | —                                   | —                                           | Fase de grupos         | Rade Prica          | 11              | [ 57 ] [ 58 ] [ 59 ]        |
| 2013               | 1.ª      | 30   | 18   | 8    | 4    | 50   | 25   | +25  | 62    | 2°    | 14 806 | RU   | —                                   | —                                           | Segunda ronda previa   | John Chibuike       | 9               | [ 60 ] [ 61 ] [ 62 ]        |
| 2014               | 1.ª      | 30   | 18   | 6    | 6    | 64   | 43   | +21  | 60    | 2°    | 13 915 | R3   | —                                   | —                                           | Tercera ronda previa   | Alexander Søderlund | 13              |                             |
| 2015               | 1.ª      | 30   | 21   | 6    | 3    | 73   | 27   | +46  | 69    | 1°    | 17 799 | W    | —                                   | —                                           | Fase de grupos         | Alexander Søderlund | 22              |                             |
| 2016 (en progreso) | 1°       | 9    | 7    | 1    | 1    | 17   | 4    | +13  | 22    | 1st   | 18 039 |      | —                                   | —                                           |                        | Mike Jensen         | 4               |                             |